# علي بوزميطة
علي بوزميطة أو علي سعيد بوزميطة (8 نوفمبر 1951 بجرجيس -) أديب وشاعر تونسي. إهتم بأدب الطفل، والرسم والخط العربي.

## سيرته
ولد الأديب علي بوزميطة بقربة حمادي القبلي من مدينة جرجيس، جنوب شرق تونس، حيث بدأ دراسته بكتّاب المنطقة ثم التحق بالتعليم الابتدائي فالثانوي بمدينتي جرسيس وجربة، قبل التحاقه بالمدرسة العليا لترشيح المعلمين بمدينة قابس ثم بتونس العاصمة. إهتم بالرسم والخط العربي حيث نظم معارض فنية في كل من مدن جرسيس وقابس وحمام الأنف ورادس وبقاعة يحيى بالعاصمة ضمن معرض الصالون التونسي.

## مؤلفاته
- 1983، عملية الضرب والقسمة
- 2006، تجليات .. سفر للروح في ملكوت الوجد
- 2010، للطفل نغني
- 2019، للطفل نغني .. ونغني

وله في انتظار الصدور عناوين أخرى ومنها : “أنا والمدينة” و”كل البلاد مدينتي”، و”قراأت انطباعية” – و”أحبتي … لكم أتجلى” – و” إطلالة” – و”قم للمعلم”.